# Chentii-Aimag
Koordinaten: 48° 0′ N, 111° 0′ O

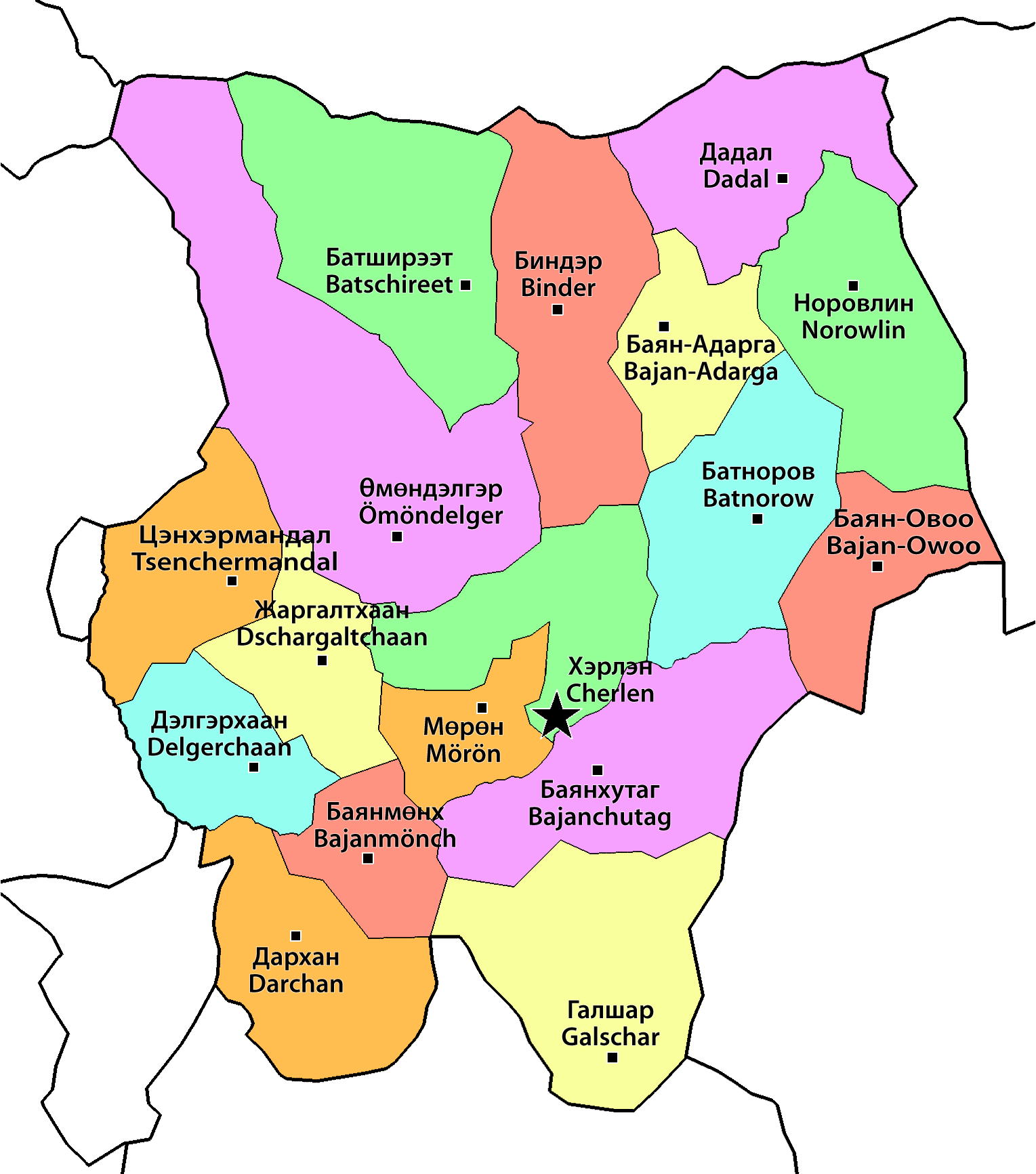
Die Sum des Chentii-Aimag

Der Chentii-Aimag (mongolisch Хэнтий аймаг) ist ein Aimag (Provinz) der Mongolei, im Nordosten des Landes an der russischen Grenze gelegen.

## Geographie
Die benachbarten Aimags sind Darchan-Uul im Nordwesten, Töw im Westen, Gobi-Sümber im Südwesten, Dorno-Gobi im Süden, Süchbaatar im Südosten, und Dornod im Osten. Die Grenze zu Töw wird von der Stadt Baganuur unterbrochen, einer administrativen Exklave Ulan Bators.
Im Nordwesten des Aimags liegt der östliche Teil des Chentii-Gebirges, nach Südosten geht die Landschaft in die ostmongolischen Steppenebenen über. Der Berg Burchan Chaldun im Schutzgebiet Khan Chentii wird als heilig angesehen. Er gilt als der Geburtsort von Dschingis Khan und man vermutet hier auch dessen Grab.
Südlich des Burchan Chaldun entspringt der Cherlen, welcher nach einem Umweg über den Töw-Aimag den Süden des Aimags nach Osten durchquert. Etwas weiter östlich liegt die Quelle des Onon. Im Nordosten des Aimages befindet sich der Baldsch-Onon Nationalpark.

## Administrative Gliederung
| Sum             | Mongolisch   | Bevölkerung (1994) | Bevölkerung (2001) | Bevölkerung (2005) | Bevölkerung (2008) | Fläche (km²) | Dichte (/km²) |
| --------------- | ------------ | ------------------ | ------------------ | ------------------ | ------------------ | ------------ | ------------- |
| Bajan-Adarga    | Баян-Адарга  | 2.493              | 2.333              | 2.413              | 2.429              | 3.021        | 0,80          |
| Bajan-Owoo      | Баян-Овоо    | 1.917              | 1.697              | 1.701              | 1.765              | 3.381        | 0,52          |
| Bajanchutag     | Баянхутаг    | 2.130              | 2.280              | 2.090              | 1.949              | 6.029        | 0.32          |
| Bajanmönch      | Баянмөнх     | 1.646              | 1.790              | 1.693              | 1.532              | 2.540        | 0,60          |
| Batnorow        | Батноров     | 3.169              | 2.986              | 6.739*             | 2.833              | 4.968        | 0,57          |
| Batschireet     | Батширээт    | 2.591              | 2.196              | 2.009              | 2.092              | 7.018        | 0,30          |
| Binder          | Биндэр       | 4.184              | 3.615              | 3.537              | 3.784              | 5.386        | 0,70          |
| Cherlen         | Хэрлэн       | 20.172             | 16.578             | 16.783             | 17.154             | 3.788        | 4,53          |
| Dadal           | Дадал        | 2.826              | 2.387              | 2.534              | 2.667              | 4.727        | 0,56          |
| Darchan         | Дархан       | 1.949              | 1.904              | 9.462**            | 1.899              | 4.455        | 0,43          |
| Delgerchaan     | Дэлгэрхаан   | 3.029              | 2.902              | 2.339              | 2.353              | 3.986        | 0,59          |
| Dschargaltchaan | Жаргалтхаан  | 1.863              | 2.073              | 1.848              | 1.926              | 2.752        | 0,70          |
| Galschar        | Галшар       | 2.575              | 2.906              | 2.468              | 2.074              | 6.676        | 0,31          |
| Mörön           | Мөрөн        | 2.444              | 2.264              | 2.026              | 1.934              | 2.196        | 0,88          |
| Norowlin        | Норовлин     | 2.713              | 2.777              | 2.255              | 2.341              | 5.334        | 0,44          |
| Ömöndelger      | Өмөндэлгэр   | 3.895              | 5.739              | 5.208              | 5.148              | 10.877       | 0,47          |
| Tsenchermandal  | Цэнхэрмандал | 2.361              | 1.791              | 1.661              | 1.447              | 3.177        | 0,46          |